# 571 (tal)
571 är det naturliga heltal som följer 570 och följs av 572.

## Matematiska egenskaper
- 571 är ett udda tal.
- 571 är ett primtal[1].
- 571 är ett defekt tal.
- 571 är ett Centrerat triangeltal.

## Inom vetenskapen
- 571 Dulcinea, en asteroid.